# Fourth Division 1965-1966
La Fourth Division 1965-1966 è stato l'8º campionato inglese di calcio di quarta divisione. Il titolo di campione di lega è stato vinto dal Doncaster Rovers, che è salito in Third Division insieme a Darlington (2º classificato), Torquay United (giunto al 3º posto e tornato dopo cinque anni nella terza serie inglese) e Colchester United (4º classificato e subito risalito dopo la retrocessione patita nel campionato precedente).
Capocannoniere del torneo è stato Kevin Hector (Bradford Park Avenue) con 44 reti.

## Stagione

### Novità
Al termine della stagione precedente, insieme ai campioni di lega del Brighton & Hove Albion, salirono in Third Division anche: il Millwall (2º classificato), lo York City (3º classificato) e l'Oxford United (4º classificato).
Queste squadre furono rimpiazzate dalla quattro retrocesse provenienti dalla divisione superiore: Luton Town, Barnsley (per entrambi si trattò della prima discesa nel quarto livello del calcio inglese), Port Vale e Colchester United (quest'ultime invece tornarono in quarta divisione a distanza, rispettivamente, di sette e tre anni).
Il Barrow, il Lincoln City, l'Halifax Town e lo Stockport County che occuparono le ultime quattro posizioni della classifica, vennero rieletti in Football League dopo una votazione che ebbe il seguente responso:
| Club             | Lega                     | Voti | Verdetto   |
| ---------------- | ------------------------ | ---- | ---------- |
| Lincoln City     | Fourth Division          | 48   | Rieletto   |
| Stockport County | Fourth Division          | 45   | Rieletto   |
| Barrow           | Fourth Division          | 41   | Rieletto   |
| Halifax Town     | Fourth Division          | 41   | Rieletto   |
| Bedford Town     | Southern League          | 4    | Non eletto |
| Gateshead        | Northern Regional League | 4    | Non eletto |
| Guildford City   | Southern League          | 3    | Non eletto |
| Hereford United  | Southern League          | 2    | Non eletto |
| Wigan Athletic   | Cheshire County League   | 2    | Non eletto |
| Cambridge United | Southern League          | 1    | Non eletto |
| Morecambe        | Lancashire Combination   | 1    | Non eletto |
| Romford          | Southern League          | 1    | Non eletto |
| South Shields    | Northern Regional League | 1    | Non eletto |
| Wellington Town  | Southern League          | 1    | Non eletto |
| Wibledon FC      | Southern League          | 1    | Non eletto |
| Bexley United    | Southern League          | 0    | Non eletto |
| Corby Town       | Southern League          | 0    | Non eletto |
| New Brighton     | Lancashire Combination   | 0    | Non eletto |

### Formula
Le prime quattro classificate venivano promosse in Third Division, mentre le ultime quattro erano sottoposte al processo di rielezione.

## Squadre partecipanti
| Squadra              | Città                    | Stadio            | Stagione precedente                     |
| -------------------- | ------------------------ | ----------------- | --------------------------------------- |
| Aldershot            | Aldershot                | Recreation Ground | 18º posto in Fourth Division            |
| Barnsley             | Barnsley                 | Oakwell           | 24º posto in Third Division, retrocesso |
| Barrow               | Barrow-in-Furness        | Holker Street     | 21º posto in Fourth Division, rieletto  |
| Bradford City        | Bradford                 | Valley Parade     | 19º posto in Fourth Division            |
| Bradford Park Avenue | Bradford                 | Park Avenue       | 7º posto in Fourth Division             |
| Chester              | Chester                  | Sealand Road      | 8º posto in Fourth Division             |
| Chesterfield         | Chesterfield             | Saltergate        | 12º posto in Fourth Division            |
| Colchester United    | Colchester               | Layer Road        | 23º posto in Third Division, retrocesso |
| Crewe Alexandra      | Crewe                    | Gresty Road       | 10º posto in Fourth Division            |
| Darlington           | Darlington               | Feethams Ground   | 17º posto in Fourth Division            |
| Doncaster            | Doncaster                | Belle Vue         | 9º posto in Fourth Division             |
| Halifax Town         | Halifax                  | The Shay          | 23º posto in Fourth Division, rieletto  |
| Hartlepool United    | Hartlepool               | Victoria Park     | 15º posto in Fourth Division            |
| Lincoln City         | Lincoln                  | Sincil Bank       | 22º posto in Fourth Division, rieletto  |
| Luton Town           | Luton                    | Kenilworth Road   | 21º posto in Third Division, retrocesso |
| Newport County       | Newport                  | Somerton Park     | 16º posto in Fourth Division            |
| Notts County         | Nottingham               | Meadow Lane       | 13º posto in Fourth Division            |
| Port Vale            | Stoke on Trent (Burslem) | Vale Park         | 22º posto in Third Division, retrocesso |
| Rochdale             | Rochdale                 | Spotland Stadium  | 6º posto in Fourth Division             |
| Southport            | Southport                | Haigh Avenue      | 20º posto in Fourth Division            |
| Stockport County     | Stockport                | Edgeley Park      | 24º posto in Fourth Division, rieletto  |
| Torquay United       | Torquay                  | Plainmoor         | 11º posto in Fourth Division            |
| Tranmere Rovers      | Birkenhead               | Prenton Park      | 5º posto in Fourth Division             |
| Wrexham              | Wrexham                  | Racecourse Ground | 14º posto in Fourth Division            |

## Classifica finale
|  | Pos. | Squadra          | Pt | G  | V  | N  | P  | GF  | GS  | QR    |
|  | ---- | ---------------- | -- | -- | -- | -- | -- | --- | --- | ----- |
|  | 1    | Doncaster        | 59 | 46 | 24 | 11 | 11 | 85  | 54  | 1.574 |
|  | 2    | Darlington       | 59 | 46 | 25 | 9  | 12 | 72  | 53  | 1.358 |
|  | 3    | Torquay Utd      | 58 | 46 | 24 | 10 | 12 | 72  | 49  | 1.469 |
|  | 4    | Colchester Utd   | 56 | 46 | 23 | 10 | 13 | 70  | 47  | 1.489 |
|  | 5    | Tranmere         | 56 | 46 | 24 | 8  | 14 | 93  | 66  | 1.409 |
|  | 6    | Luton Town       | 56 | 46 | 24 | 8  | 14 | 90  | 70  | 1.286 |
|  | 7    | Chester          | 52 | 46 | 20 | 12 | 14 | 79  | 70  | 1.129 |
|  | 8    | Notts County     | 50 | 46 | 19 | 12 | 15 | 61  | 53  | 1.151 |
|  | 9    | Newport County   | 48 | 46 | 18 | 12 | 16 | 75  | 75  | 1.000 |
|  | 10   | Southport        | 48 | 46 | 18 | 12 | 16 | 68  | 69  | 0.986 |
|  | 11   | Bradford PA      | 47 | 46 | 21 | 5  | 20 | 102 | 92  | 1.109 |
|  | 12   | Barrow           | 47 | 46 | 16 | 15 | 15 | 72  | 76  | 0.947 |
|  | 13   | Stockport County | 42 | 46 | 18 | 6  | 22 | 71  | 70  | 1.014 |
|  | 14   | Crewe Alexandra  | 41 | 46 | 16 | 9  | 21 | 61  | 63  | 0.968 |
|  | 15   | Halifax Town     | 41 | 46 | 15 | 11 | 20 | 67  | 75  | 0.893 |
|  | 16   | Barnsley         | 40 | 46 | 15 | 10 | 21 | 74  | 78  | 0.949 |
|  | 17   | Aldershot        | 40 | 46 | 15 | 10 | 21 | 75  | 84  | 0.893 |
|  | 18   | Hartlepool Utd   | 40 | 46 | 16 | 8  | 22 | 63  | 75  | 0.840 |
|  | 19   | Port Vale        | 39 | 46 | 15 | 9  | 22 | 48  | 59  | 0.814 |
|  | 20   | Chesterfield     | 39 | 46 | 13 | 13 | 20 | 62  | 78  | 0.795 |
|  | 21   | Rochdale         | 37 | 46 | 16 | 5  | 25 | 71  | 87  | 0.816 |
|  | 22   | Lincoln City     | 37 | 46 | 13 | 11 | 22 | 57  | 82  | 0.695 |
|  | 23   | Bradford City    | 37 | 46 | 12 | 13 | 21 | 63  | 94  | 0.670 |
|  | 24   | Wrexham          | 35 | 46 | 13 | 9  | 24 | 72  | 104 | 0.692 |

Legenda:
      Promosso in Third Division 1966-1967.
      Rieletto nella Football League.
Regolamento:
Due punti a vittoria, uno a pareggio, zero a sconfitta.
A parità di punti le squadre venivano classificate secondo il quoziente reti.
Note:

Doncaster Rovers Campione della Fourth Division 1965-66 per miglior quoziente reti rispetto all'ex aequo Darlington.
Colchester United promosso in Third Division per miglior quoziente reti rispetto agli ex aequo Tranmere Rovers e Luton Town.